# Beatrice di Tenda
Béatrice de Tende
Personnages
Filippo Maria Visconti, duca di Milano (baryton)
Beatrice di Tenda, sua moglie, già moglie di Facino Cane (soprano)
Agnese del Maino, amata da Filippo ed amante segreta di Orombello (mezzo-soprano)
Orombello, signore di Ventimiglia (ténor)
Anichino, antico ministro di Facino, ed amico di Orombello (ténor)

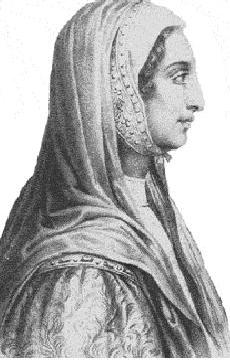
Béatrice Lascaris de Tende

Beatrice di Tenda (Béatrice de Tende) est un opera seria en deux actes de Vincenzo Bellini, livret de Felice Romani, créé à La Fenice de Venise, le 16 mars 1833. Cependant il existe une version francaise en 5 actes.

## Historique

### Composition
Beatrice di Tenda est l'avant-dernier opéra de Bellini. Le projet a connu quelques difficultés. En effet, un nouvel opéra avait été commandé à Bellini par le directeur de la Fenice de Venise, Giuseppe Crivell, à la suite de l'énorme succès d'I Capuleti e i Montecchi, au printemps 1830. Mais le décès de Crivell interrompt le travail en cours. le nouveau directeur promet alors à Bellini l'engagement de deux des plus grandes stars de l'époque, Giuditta Pasta et Giuditta Grisi pour le convaincre de donner suite. Felice Romani, qui a écrit tous les livrets de Bellini, propose un sujet, tiré d'une nouvelle de Dumas, mettant en scène la reine Christine de Suède que Bellini refuse, préférant s'inspirer d'un ballet issu d'une pièce de Carlo Tebaldi Fores, racontant un épisode de l'histoire des Ducs de Milan. Il s'ensuit une mésentente entre compositeur et librettiste qui retarde la complétude de l'œuvre. Bellini doit travailler en hâte début 1833, alors que le livret de Romani pour la deuxième partie n'était pas encore disponible. Bellini doit alors puiser dans d'anciennes partitions (Bianca et Fernando et Zaira) pour terminer son travail. Ce différend conduit à la rupture entre le compositeur et son librettiste, une tentative ultime de réconciliation n'ayant pu aboutir du fait du décès brutal de Bellini.

### Création et reprises
L'opéra ne donna que trois représentations en mars 1833 et resta l'une des œuvres les moins souvent données de Bellini.
La première reprise moderne eut lieu à Catane en 1935, pour le centenaire de la mort de Bellini, avec Giannina Arangi-Lombardi, mais il faudra attendre 1961 pour la réhabilitation de l'œuvre lors d'une reprise à La Scala de Milan, avec Joan Sutherland, qu'elle chante également en version concert à New York la même année. L'enregistrement de 1966 donné par le London Symphony Orchestra sous la direction de Richard Bonynge, avec Joan Sutherland, Marilyn Horne et Luciano Pavarotti, demeure l'une des principales références de l'œuvre.
En 2001 l'opéra de Zurich a donné une série de représentations avec la soprano Edita Gruberova sous la direction de Marcello Viotti, dont il est sorti un DVD.
En 2024, l'œuvre est entrée au répertoire de l'Opéra de Paris, dans une mise en scène de Peter Sellars avec Tamara Wilson (en) dans le rôle-titre, accompagnée notamment de Quinn Kelsey, Teresa Kronthaler et Pene Pati.

## Personnages principaux et distribution de la première
| Beatrice  | soprano       | Giuditta Pasta              |
| Filippo   | baryton       | Giovanni Orazio Cartagenova |
| Agnese    | mezzo-soprano | Anna Dal Serre              |
| Orombello | ténor         | Alberico Curioni            |
| Anichino  | ténor         | Alessandro Giacchini        |
| Rizzardo  | basse         | .... ....                   |

## Argument
L'action se passe dans le château de Binasco près de Milan en 1418.
Filippo Maria Visconti, duc de Milan, a épousé Béatrice de Lascari, comtesse de Tende, veuve de Facino Cane. Béatrice a apporté à Filippo de nombreuses terres en dot, lui permettant de renforcer le duché. Ces biens sont devenues une source de discorde entre les époux. Béatrice est en effet sensible aux destins de ses sujets, que Filippo traite au contraire avec une extrême dureté.
Lorsqu'Agnese del Maino, maîtresse de Filippo et amoureuse d'Orombello, seigneur de Vintimille, découvre que ce dernier est secrètement amoureux de Béatrice, elle décide de se venger en informant Filippo de la prétendue trahison de Béatrice avec Orombello.
Ce dernier de son côté, après avoir réuni les hommes dévoués à Facino Cane pour contester le pouvoir de Filippo, se rend chez Béatrice pour lui déclarer ouvertement ses projets et son amour. Agnese et Filippo, arrivant sur la scène, surprennent Orombello agenouillé aux pieds de Béatrice ,et dénoncent aussitôt ce geste comme une preuve certaine de la trahison et du complot de la duchesse.
Au cours du procès, Orombello se rétracte et revient sur les fausses accusations que Filippo lui a extorquées par la torture, proclamant l'innocence de Béatrice. Filippo, Agnese et les Juges en viennent à douter et, dans l'acte de signer la sentence, le duc de Milan hésite, en proie à la culpabilité. Il découvre alors l'existence d'une faction armée fidèle à Facino Cane qui réclame Béatrice et, furieux, il signe résolument la condamnation à mort.
Béatrice, qui continue de nier toute culpabilité même sous la torture, accepte humblement son sort injuste en pardonnant à l'envieuse Agnese, tandis qu'Orombello offre son pardon à ses ennemis politiques. Puis la duchesse marche vers le gibet, accompagnée par les manifestations populaires de soutien à son égard.

## Structure musicale
- Prélude

### Acte I
- N. 1 - Introduction Tu signor! lasciar sì presto (chœur, Filippo, Agnese)
- N. 2 - Récitatif et duo Agnese-Orombello Verrà, non mente il paggio - Nulla è un regno ad alma amante
- N. 3 - Scène, chœur et cavatine de Beatrice: Respiro io qui...fra queste piante ombrose - Come ogni cosa - Ma la sola, ohimè! son io? (Beatrice, chœur)
- N. 4 - Récitatif et duo Beatrice-Filippo Vedi?...la tua presenza - Odio e livore, ingrato! (Rizzardo, Filippo, Beatrice)
- N. 5 - Chœur Lo vedeste?
- N. 6 - Final I: Deh! se mi amasti un giorno - Sì: d'immenso, estremo affetto (Beatrice, Orombello, Agnese, Filippo, chœur, Anichino)

### Acte II
- N. 7 - chœur d'introduction Lassa! e può il ciel permettere
- N. 8 - scène et récitatif Ormai del suo destino arbitra solo (Filippo, Anichino)
- N. 9 - scène, chœur et quintette O troppo a mie preghiere - Di grave accusa il peso - Orombello! oh sciagurato! (Anichino, Agnese, Filippo, Coro, Beatrice, Orombello)
- N. 10 - Recitatif Filippo! (Agnese, Filippo)
- N. 11 - Aria Filippo et chœur È in vostra man, signore - Qui mi accolse oppresso, errante (Coro, Filippo)
- N. 12 - Final II Prega! Ah, non sia la misera - Angiol di pace, all'anima - Deh! Se un'urna è a me concessa (Coro, Beatrice, Agnese, Orombello, Anichino)

## Airs célèbres
- Ah! non pensar che pieno, romance d'Agnese (atto I)
- Qui di ribelli sudditi, duo entre Filippo et Beatrice (atto I)
- Ah, se m'amasti un giorno, arioso de Beatrice (atto I)
- Al tuo fallo ammenda festi, concertato (atto II)
- Angiol di pace all'anima, trio entre Orombello, Beatrice et Agnese (atto II)
- Ah! se un'urna è a me concessa, aria de Beatrice (atto II)

## Discographie sélective
- 1966 - Joan Sutherland (Beatrice), Cornelius Opthof (Filippo), Josephine Veasey (Agnese), Luciano Pavarotti (Orombello) - Ambrosian Opera Chorus, London Symphony Orchestra, Richard Bonynge (Decca)
- 2002 - Edita Gruberova (Beatrice), Michael Volle (Filippo Maria Visconti), Stefania Kaluza (Agnese del Maino), Raúl Hernández (Orombello), Zurich Opera House Orchestra sous la direction de Marcello Viotti.

## Sources
- Charles Osborne, The Bel Canto Operas, Amadeus Press (1996)  (ISBN 0-931340-84-5)